# Підсадна качка
«Підсадна качка» — кінофільм режисера Данте Лам, що вийшов на екрани в 2010 році.

## Зміст
Дон Лі – детектив поліції, він часто використовує в своїй роботі стукачів і донощиків різних мастей. Полісмен настільки звик бачити навколо лише жадібність та інтриги, що вже не вірить у світлі пориви людської душі. Він завжди готовий до удару в спину і очікує зрадництва в будь-який момент. Та нове знайомство героя може дати йому можливість побачити в людях і світлу сторону, яку складніше розгледіти, ніж поверхневе зло.

## Ролі
| Актор        | Роль |
| ------------ | ---- |
| Ніколас Тсе  | -    |
| Нік Чун      | -    |
| Луньмей Квай | -    |
| І Лу         | -    |
| Лью Кай Чі   | -    |
| Шин-Чюн Лі   | -    |
| Тоні Хо      | -    |
| Конг Кім     | -    |
| Джейн Вонг   | -    |
| Мяо Пу       | -    |

## Знімальна група
- Режисер — Данте Лам
- Сценарист — Вей Лун Енджі, Данте Лам
- Продюсер — Кенді Люн, Дай Сун, Ван Чжунцзюнь
- Композитор — Генрі Лаі